# Altes Rathaus (Hollstadt)

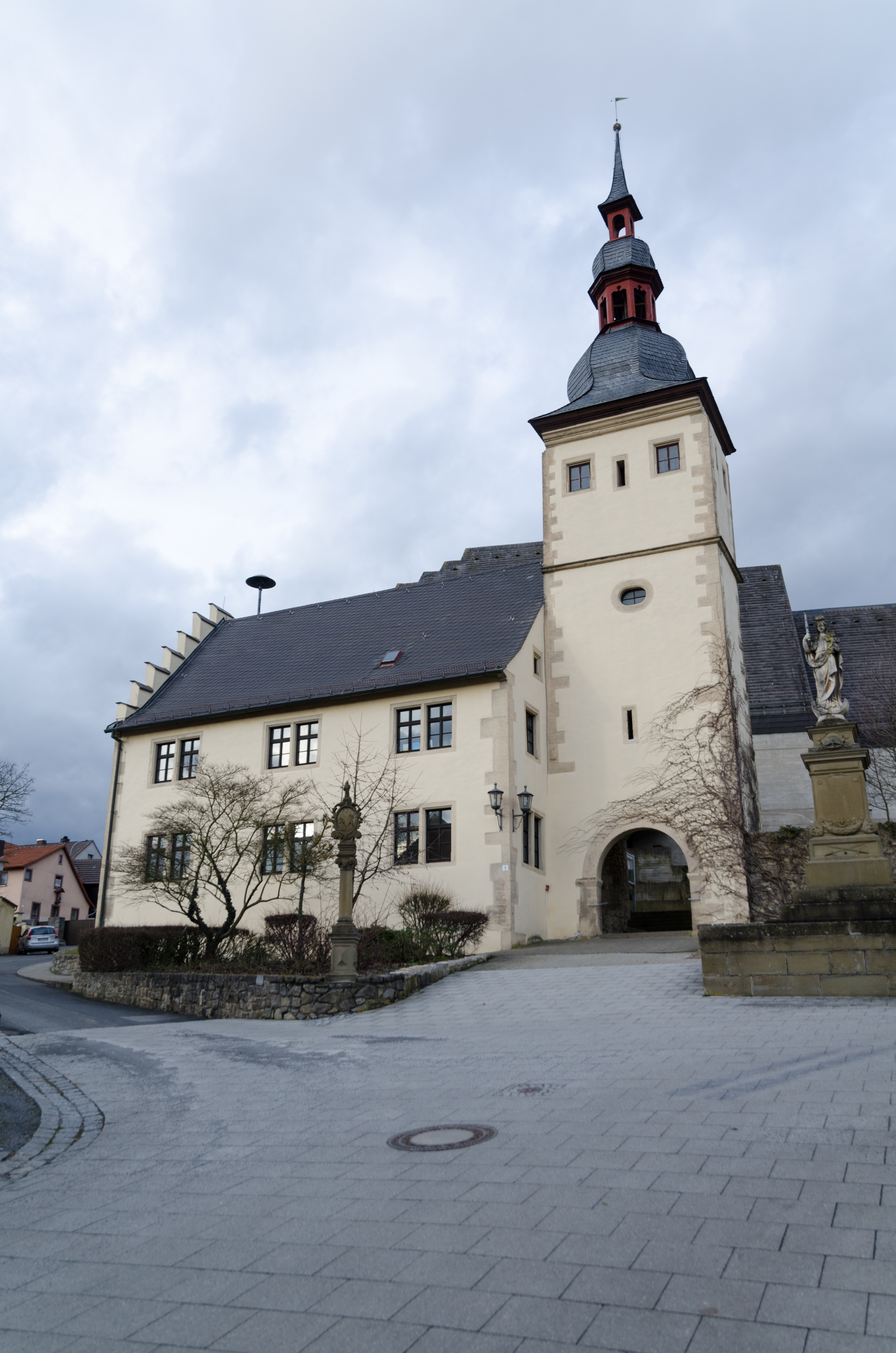
Altes Rathaus in Hollstadt (links vom Torturm)

Das Alte Rathaus in Hollstadt, einer Gemeinde im unterfränkischen Landkreis Rhön-Grabfeld in Bayern, wurde um 1600 errichtet und im 19. Jahrhundert umgebaut. Das ehemalige Rathaus mit der Adresse Am Kirchhof 8 ist ein geschütztes Baudenkmal. 
Das alte Rathaus ist mit der Giebelseite an den Torturm angebaut. Der zweigeschossige massive Satteldachbau mit Treppengiebeln ist verputzt und mit Eckquaderungen versehen. An der Traufseite sind Zwillingsfenster mit Sandsteinrahmung vorhanden.
An der Nordmauer steht ein Golgathakreuz aus Sandstein, das mit der Jahreszahl 1852 bezeichnet ist.